# Canton de Bastia-1
Le canton de Bastia-1 est une division administrative française, située dans le département de la Haute-Corse dans la collectivité territoriale de Corse.

## Histoire

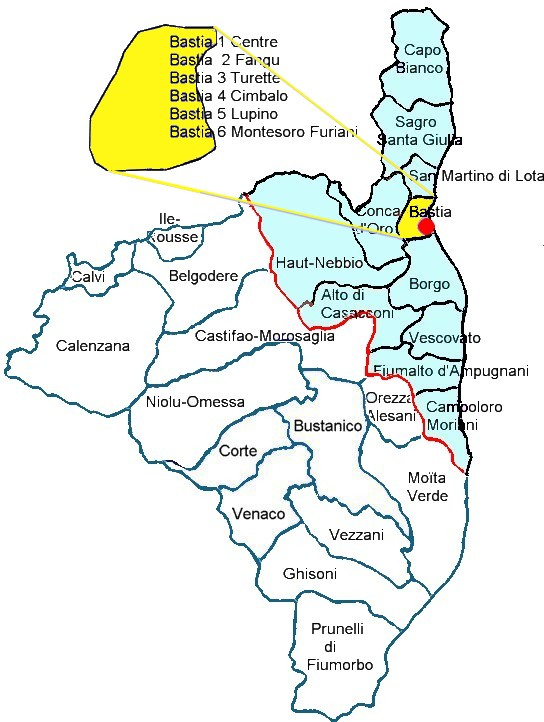
Localisation du canton de Bastia-Centre de 1973 à 2015.

- Le canton est créé au XIXe siècle ; il est appelé couramment « canton de Bastia-Terra Vecchia ».

- De 1833 à 1848, les cantons de Bastia-Terra Vecchia et Bastia Terra-Nova avaient le même conseiller général. Le nombre de conseillers généraux était limité à 30 par département[3].

- Il a été modifié par le décret du 18 août 1973 à la suite du démantèlement des anciens cantons de Bastia-I et de Bastia-II ; il prend l'appellation officielle de « canton de Bastia-I (Centre) »[1].

- Le décret du 26 février 2014 qui entre en vigueur lors des élections départementales de mars 2015, modifie les limites du canton qui comprend depuis une fraction de la ville de Bastia, ainsi que la commune de Ville-di-Pietrabugno[2].

## Géographie
Ce canton est constitué par une fraction de la ville de Bastia et la commune de Ville-di-Pietrabugno, dans l'arrondissement de Bastia. Son altitude varie de 0 à 963 m pour Bastia, avec une moyenne de 30 m.

## Représentation

### Conseillers généraux de 1833 à 2015
| Période | Période           | Identité                                | Étiquette              | Qualité |
| ------- | ----------------- | --------------------------------------- | ---------------------- | --- |
| 1833    | 1836              | Antoine Sébastien Lazarotti (1798-1855) |                        | Administrateur de l'hospice civil de Bastia Maire de Bastia (1843-1848)                                                 |
| 1836    | 1848              | Vicomte Tiburce Sebastiani              | Majorité ministérielle | Lieutenant-général commandant la 17ème division militaire Député (1828-1835) Pair de France                             |
| 1848    | 1863 (décès)      | Horace Carbuccia                        |                        | Président de la Cour Impériale de Bastia Maire de Bastia (1848-1851)                                                    |
| 1863    | 1871              | Henri Conneau                           | Bonapartiste           | Premier médecin de l'Empereur Napoléon III Député de la Somme (1852-1867) Sénateur (1867-1870)                          |
| 1871    | 1874              | François Xavier Joseph de Casabianca    | Bonapartiste           | Avocat Député (1848-1851, 1876-1877) Sénateur (1852-1870) Ministre d'État (1852)                                        |
| 1874    | 1892              | Ignace Bonelli                          | Droite (Bonapartiste)  | Avocat - Maire de Bastia (1871-1879 et 1882-1888)                                                                       |
| 1892    | 1898              | Antoine Gavini                          | Droite bonapartiste    | Député (1889-1898), ancien conseiller général du Canton de Campile                                                      |
| 1898    | 1912 (décès)      | Auguste Gaudin                          | Droite bonapartiste    | Maire de Bastia (1888-1912)                                                                                             |
| 1912    | 1937 (décès)      | Émile Sari (neveu d'Auguste Gaudin)     | Rad.                   | Médecin Sénateur Maire de Bastia (1921-1937)                                                                            |
| 1937    | 1940              | Hyacinthe de Montera                    | Rad.                   | Avocat Premier adjoint, puis maire (1937-1941) de Bastia, ancien conseiller d'arrondissement                            |
|         |                   |                                         |                        | |
| 1945    | 1961              | Charles Zuccarelli                      | Rad.                   | Avocat |
| 1961    | 1967              | François Thiers (1906-1995)             | UNR puis UDR           | Médecin à Bastia |
| 1967    | 1979              | Pierre Giudicelli (1912-1986)           | PCF                    | Comptable Adjoint au maire de Bastia                                                                                    |
| 1979    | 1979 (annulation) | Marie-Jean Vinciguerra                  | UDF-PR                 | Ecrivain, ancien haut fonctionnaire et inspecteur général de l'Éducation nationale                                      |
| 1980    | 1985              | Pierre Giudicelli                       | PCF                    | Comptable Adjoint au maire de Bastia                                                                                    |
| 1985    | 1996 (décès)      | Jean Zuccarelli                         | MRG                    | Avocat Maire de Bastia (1967-1989) Député (1962-1967, 1968 et 1981-1986) Ancien conseiller général du canton de Sermano |
| 1997    | 1998              | Jean-Louis Albertini                    | RPR                    | Médecin neurologue, conseiller territorial (1982-2010) Vice-Président de l'Assemblée de Corse (2002-2010)               |
| 1998    | 2004              | Ange Rovere                             | PCF                    | Historien 1er adjoint au maire de Bastia                                                                                |
| 2004    | 2015              | Jean-Louis Milani                       | ULP-UMP                | Cadre administratif Suppléant du député Sauveur Gandolfi-Scheit (2007-2012) 2e adjoint au maire de Bastia depuis 2014   |

### Conseillers d'arrondissement (de 1833 à 1940)
| Période                                  | Période           | Identité                            | Étiquette         | Qualité |
| ---------------------------------------- | ----------------- | ----------------------------------- | ----------------- | --- |
| 1833                                     | 1839              | Giuseppe Francesco Patrimonio       |                   | Avocat, propriétaire à Bastia                                                                               |
| 1839                                     |                   | Hyacinthe de Figarelli              |                   | Propriétaire à Bastia                                                                                       |
|                                          |                   |                                     |                   | |
| 1852                                     | 1855              | Jean-Baptiste Ollagnier (1813-1903) |                   | Avocat à la Cour Impériale, conseiller municipal de Bastia                                                  |
| 1855                                     | 1864              | Ignace Bonelli (1824-1900)          | Bonapartiste      | Avocat à Bastia                                                                                             |
| 1864                                     |                   | Noël Andreucci                      |                   | Greffier du Tribunal de commerce de Bastia                                                                  |
| avant 1877                               | après 1882        | Virgile Lottero (1829-1887)         |                   | Avocat, adjoint au maire de Bastia, suppléant du juge de paix                                               |
|                                          |                   |                                     |                   | |
| 1889                                     | 1889 (annulation) | Georges Boulanger                   | Boulangiste       | Général |
| 10 novembre 1889                         | 1895              | Sauveur Sisco (1846-1910)           | Républicain       | Représentant de commerce à Bastia, Président de la Société des marins                                       |
| 1895                                     | 1913              | Pierre Valery                       | Républicain       | Avoué près la Cour d'appel de Bastia                                                                        |
| 1913                                     | 1919              | Hyacinthe de Montera (1876-1966)    | Radical           | Avocat, ancien bâtonnier du barreau de Bastia                                                               |
| 1919                                     | 1925              | François Ansidéi                    | Candidat ouvrier  | Conseiller municipal de Bastia                                                                              |
| 1925                                     | 1940              | Antoine Mascarini                   | PRDS Parti Landry | Adjoint au maire de Bastia                                                                                  |
| 1940                                     |                   |                                     |                   | Les conseils d'arrondissement ont été suspendus par la loi du 12 octobre 1940 et n'ont jamais été réactivés |
| Les données manquantes sont à compléter. |                   |                                     |                   | |

### Conseillers départementaux de 2015 à 2017
| Période élective | Période élective | Mandat | Mandat | Identité        | Nuance | Nuance | Qualité                                                     |
| ---------------- | ---------------- | ------ | ------ | --------------- | ------ | ------ | ----------------------------------------------------------- |
| 2015             | 2021             | 2015   | 2017   | Vanina Le Bomin |        | DIV    | Militante d'Inseme per Bastia                               |
| 2015             | 2021             | 2015   | 2017   | Michel Rossi    |        | DVD    | Cadre à la CCI de Haute-Corse Maire de Ville-di-Pietrabugno |

À l'issue du 1er tour des élections départementales de 2015, deux binômes sont en ballotage : Vanina Le Bomin et Michel Rossi (DVD, 50,57 %) et Laura Albertini et Jean Geronimi (PS, 17,35 %). Le taux de participation est de 51,1 % (3 245 votants sur 6 350 inscrits) contre 56,69 % au niveau départementalet 50,17 % au niveau national.
Au second tour, Vanina Le Bomin et Michel Rossi (DVD) sont élus avec 71,61 % des suffrages exprimés et un taux de participation de 49,42 % (2 033 voix pour 3 138 votants et 6 350 inscrits).

## Composition

### Composition de 1973 à 2015
À la suite du redécoupage de 1973, le canton de Bastia-I (Centre) comprenait les voies et quartiers ci-après : place de l'Hôtel-de-Ville, rue Neuve, ruelle de la Conception, rue Saint-Erasme, rue Posta-Vecchia, rue des Zéphyrs, rue Spinola, rue Monseigneur-Rigo, rue Baïetta, rue Sisco, rue Pino, rue Saint-Jean, impasse Saint-Jean, rue de la Marine, rue du Marché-aux-Poissons, promenade des Martyrs, place Galetta, boulevard Paoli, rue Saint-François, rue Salvatore-Viale, rue des Jardins, rue César-Campinchi (numéros pairs et impairs jusqu'au numéro 33 bis), rue Sampiero, rue Gabriel-Péri, quartier Biaggini, rue Abbatucci, maison Régent, rue Carbuccia, rue de la Miséricorde, boulevard Giraud, place Favalelli, route de Saint-Florent (partie Nord), chemin du Fort-Lacroix (partie Nord), boulevard Benoîte-Danesi, rue du Nouveau-Marché, rue du Gastagno, rue Sainte-Ursule, montée Sainte-Claire, Monte Piano.

### Composition depuis 2015
| Nom                            | Code Insee | Intercommunalité | Superficie (km2) | Population (dernière pop. légale)               | Densité (hab./km2) | Modifier                                    |
| ------------------------------ | ---------- | ---------------- | ---------------- | ----------------------------------------------- | ------------------ | ------------------------------------------- |
| Bastia (bureau centralisateur) | 2B033      | CA de Bastia     | 19,38            | Fraction : 9 718 (2022) Commune : 47 459 (2022) | 2 449              | modifier les données · modifier les données |
| Ville-di-Pietrabugno           | 2B353      | CA de Bastia     | 7,53             | 3 187 (2022)                                    | 423                | modifier les données · modifier les données |
| Canton de Bastia-1             | 2B01       |                  |                  | 12 905 (2022)                                   |                    | modifier les données                        |

Le nouveau canton de Bastia-1 comprend :
1. une commune entière,
2. la partie de la commune de Bastia située au nord d'une ligne définie par l'axe des voies et limites suivantes : depuis la limite territoriale de la commune de Ville-di-Pietrabugno, cours d'eau Fiuminale, rue du Juge-Falcone (direction Sud-Ouest), rue de l'Alyssum, rue Paratojo, avenue Jean-Zuccarelli, passage des Jardiniers, prolongement du boulevard Recipello (direction Sud puis Sud-Est), chemin de Montepiano (direction Est), rue Saint-François (direction Nord), montée Saint-François, rue de l'Ancienne-Poste, boulevard Paoli (direction Sud), rue Abattucci (direction Est), boulevard du Général-de-Gaulle (direction Sud), prolongement de la rue Miot en direction du littoral.

## Démographie

### Démographie avant 2015
| 1975 | 1982 | 1990  | 1999  | 2006  | 2011  | 2012  |
| ---- | ---- | ----- | ----- | ----- | ----- | ----- |
| -    | -    | 7 763 | 6 304 | 7 195 | 7 452 | 7 645 |

### Démographie depuis 2015
En 2022, le canton comptait 12 905 habitants, en évolution de +3,38 % par rapport à 2016 (Haute-Corse : +5,15 %, France hors Mayotte : +2,11 %).
| 2013   | 2018   | 2022   |
| ------ | ------ | ------ |
| 12 751 | 13 160 | 12 905 |